# Список Героев Социалистического Труда (Апайков — Асютченко)
Эта страница является частью списка Героев Социалистического Труда и перечисляет в алфавитном порядке лиц, удостоенных звания Героя Социалистического Труда, чьи фамилии начинаются с буквы «А», от Апайков до Асютченко.
- Список не включает дважды и трижды Героев Социалистического Труда, а также лиц, лишённых этого звания.
- Список содержит информацию о датах жизни, роде деятельности и дате присвоения звания Героя.
- Герои, удостоенные звания посмертно, выделены в списке  серым цветом .
- Герои, сменившие фамилию после присвоения звания, приводятся в списках дважды, при этом строка с новой фамилией выделяется  бежевым цветом  и не имеет номера.

## Список людей, фамилии которых начинаются с «А»
| Навигационная таблица | Навигационная таблица  |
| --------------------- | ---------------------- |
| «А»                   | Абаев — Авшалумов      |
| «А»                   | Ага Дадаш — Акыниязов  |
| «А»                   | Алабугина — Алямкина   |
| «А»                   | Амадалиев — Анюховская |
| «А»                   | Апайков — Асютченко    |
| «А»                   | Атабаев — Аяускайте    |

| Навигационная таблица | Навигационная таблица  |
| --------------------- | ---------------------- |
| «А»                   | Абаев — Авшалумов      |
| «А»                   | Ага Дадаш — Акыниязов  |
| «А»                   | Алабугина — Алямкина   |
| «А»                   | Амадалиев — Анюховская |
| «А»                   | Апайков — Асютченко    |
| «А»                   | Атабаев — Аяускайте    |